# Jakob Nygren
Jakob Nygren, född 14 januari 1992, är en svensk handbollsspelare. Han är vänsterhänt och spelar som högernia i anfall.

## Karriär
Jakob Nygren startade sin handbollskarriär i Österlens IK. Därefter skrev han som junior på för Ystads IF. Efter säsongen 2014-2015 slutade Jakob Nygren att spela för Ystad.  Slutmatchen var en semifinalmatch som Ystad förlorade mot IFK Kristianstad. Det var sista slutspelsmatchen i Österporthallen, som revs ett halvår senare. Ny klubbadress blev HIF Karlskrona. I Karlskrona har Nygren tillhört de viktigare spelarna. Hösten 2016 råkade han ut för en skada, en fraktur på armen. Efter tre säsonger i Karlskrona lämnade han klubben och återvände till Ystad IF. Han var 2022 med och vann SM-guld med Ystads IF.
Landslagskarriären började i juniorlandslaget där Nygren spelade 2 matcher och gjorde 4 mål. Det blev fler ungdomslandskamper, 9 st och 7 mål. Siffrorna avslöjar att Jakob Nygren inte var någon stöttepelare i landslaget. Han var i alla fall med och vann U21-VM-guld 2013.

## Meriter
- SM-guld 2022 med Ystads IF
- Svensk cupmästare 2024 med Ystads IF
- UVM-guld 2013 med Sveriges U21-landslag